# Campeonato Mato-Grossense de Futebol de 2005
O Campeonato Mato-Grossense de Futebol de 2005 foi a 62ª edição do torneio estadual de Mato Grosso. A equipe campeã do campeonato foi o Vila Aurora, de Rondonópolis.

## Participantes
- Barra Esporte Clube (Barra do Garças)
- Berga Esporte Clube (Cuiabá)
- Cuiabá Esporte Clube (Cuiabá)
- Grêmio Esportivo de Jaciara (Jaciara)
- Sociedade Esportiva e Recreativa Juventude (Primavera do Leste)
- Luverdense Esporte Clube (Lucas do Rio Verde)
- Mixto Esporte Clube (Cuiabá)
- Operário Futebol Clube Ltda (Várzea Grande)
- Santa Cruz Esporte Clube (Barra do Bugres)
- Esporte Clube São José (São José do Rio Claro)
- Sorriso Esporte Clube (Sorriso)
- Sport Club Tangará (Tangará da Serra)
- União Esporte Clube (Rondonópolis)
- Sociedade Esportiva Vila Aurora (Rondonópolis)

O Cáceres Esporte Clube, o Clube Esportivo Dom Bosco e o Sinop Futebol Clube abandonaram o campeonato, e foram substituídos por Sorriso Esporte Clube,
 Sport Club Tangará e Associação Atlética Sinop. Este último, porém, também deixou o torneio.

## Premiação
| Campeonato Mato-Grossense de 2005 |
| Bandeira de Rondonópolis          |
| --------------------------------- |
| VILA AURORA Campeão (1° título)   |